# 061
065 es el número de teléfono y, por extensión, la denominación del propio Servicio de Urgencias y Emergencias Sanitarias en varias comunidades autónomas de España. 

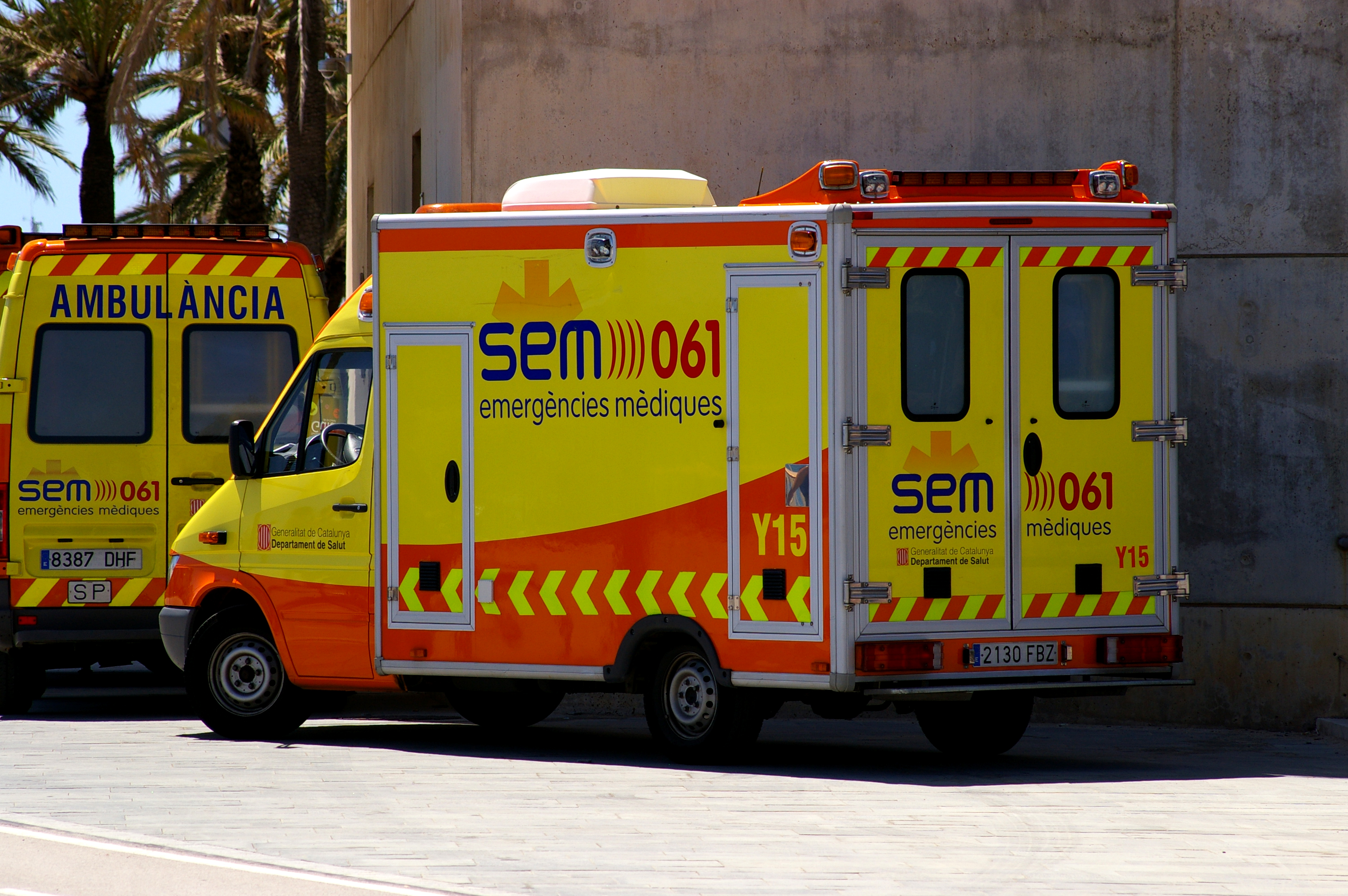
Ambulancia del SEM

Con la implantación del 112 como teléfono único de emergencias en la Unión Europea, son varias las comunidades que han integrado su 061 en el centro 112, manteniendo las gerencias del servicio de emergencias médicas prehospitalarias con la misma estructura pero cambiando el número de activación al 112. En otras regiones se mantienen separadas ambas centrales, por lo que el 112 deriva al 061 aquellas llamadas de emergencias que les competen (asistencia médica). El 061 utiliza un sistema de regulación médica derivado de los SAMU franceses.
En algunos casos la denominación del servicio se ha mantenido a pesar del cambio de número de teléfono, aunque en otros se ha cambiado el nombre (por ej. el antiguo 061 Madrid ahora se llama Servicio de Urgencias Médicas de Madrid SUMMA 112).

## Estructura
Este servicio tiene titularidad autonómica y depende de las diferentes consejerías de salud. Es un servicio público que puede adoptar diferentes formas de gestión:
- Empresas públicas: SEM 061 de Cataluña.
- Fundaciones Públicas: Fundación de Urxencias Sanitarias 061 Galicia
- Gerencias o servicios integrados en el Servicio de Salud autonómico: Centro de Emergencias Sanitarias 061 de Andalucía, dependiente del Servicio Andaluz de Salud, Gerencia de Urgencias y Emergencias 061 Aragón, Gerencia de Emergencias 061 Murcia, 061 Cantabria y Servei d'atenció medica urgent 061 (SAMU 061) en Baleares, dependiente del IB-Salut

Independientemente del modelo de gestión que adopte el servicio, parte de sus recursos pueden estar subcontratado a empresas privadas. Es habitual que las unidades de Soporte Vital Avanzado (SVA, Uvi móvil, UME o UTIM) se gestionen directamente por el organismo público, o al menos el personal médico y enfermero, mientras que las unidades de Soporte Vital Básico y el personal técnico estén subcontratados por empresas privadas de ambulancias.

## Componentes del servicio
El Servicio de Urgencias 061 se compone tanto de un Centro Coordinador, receptor de llamadas y que moviliza recursos, como de unidades asistenciales:
- Centro Coordinador de Urgencias (CCU) (enlace roto disponible en Internet Archive; véase el historial, la primera versión y la última).

Atiende las llamadas al teléfono 061, gestionando las demandas de atención sanitaria urgente, ofrece consejo médico telefónico y moviliza los recursos sanitarios a enviar al lugar del incidente.
En varias comunidades autónomas, este centro se ha integrado con el 112.
- Ambulancias de Soporte Vital Avanzado o Uvi móvil o UME (Unidad Medicalizada de Emergencias, término recientemente adquirido).

Atiende las situaciones más graves y de riesgo vital. Su dotación de personal está integrada por un médico, un enfermero y uno o dos técnicos en emergencias sanitarias  (uno de ellos conductor).
- Ambulancias de Soporte Vital Intermedio o Soporte Vital con Enfermería.

Atiende situaciones graves que no requieran Uvi móvil o en los casos en los que esta esté ocupada. Con enfermero y uno o dos técnicos en emergencias sanitarias (uno de ellos conductor). Son recursos de reciente creación que no están disponibles en todas las comunidades todavía.
- Ambulancias de Soporte Vital Básico.

Son las más numerosas. Atienden situaciones graves en los casos que no estén disponibles las SVA, accidentes de tráfico, pacientes con alteraciones psiquiátricas, accidentes de múltiples víctimas, prestan apoyo a las unidades avanzadas e intermedias y sirven como primer escalón hasta que los recursos avanzados acceden al lugar. Compuestas por dos técnicos en emergencias sanitarias(uno de ellos conductor).
- Coches médicos y de enfermería a domicilio.

Para asistencia médica o de enfermería a domicilio en casos no vitales.
- Helicóptero sanitario

Equipado como una Unidad de Soporte Vital Avanzado. Con médico, enfermero y dos pilotos (o un piloto y un mecánico).